# Carex punicea
Ne doit pas être confondu avec Carex panicea.
Espèce
Synonymes
Uncinia rubra
Carex punicea est une espèce de plantes herbacées de la famille des Cyperacées originaire de Nouvelle-Zélande.